# Peter Paul Albert
Peter Paul Albert (* 29. Januar 1862 in Steinbach; † 27. November 1956 in Freiburg im Breisgau) war ein deutscher Historiker und Archivar.

## Leben
Peter Paul Albert wurde als Sohn von Franz Valentin Albert und dessen Ehefrau Theresia geb. Laier in Steinbach bei Mudau im badischen Odenwald geboren. Er besuchte die königlich bayrische Lateinschule in Amorbach und Gymnasien in Aschaffenburg und Landshut. 1885 legte er in Lörrach die Matura ab und studierte Geschichte und Germanistik in Würzburg und München, wo er 1889 zum Dr. phil. promoviert wurde. Während seines Studiums wurde er 1883 Mitglied der KDStV Arminia Freiburg im Breisgau im CV. 1889 trat er als Volontär in das Generallandesarchiv Karlsruhe ein, wo er seit 1893 als Hilfsarbeiter fest angestellt wurde. 1890 bis 1892 ordnete er die Löwenstein-Wertheimschen Archive in Wertheim. Von 1894 bis zu seiner Pensionierung 1927 war er als Stadtarchivar von Freiburg im Breisgau tätig. Von 1927 bis 1933 lebte er in Buchen und ordnete das Stadt- und Pfarrarchiv, dann lebte er von 1934 bis 1936 in Osterburken und danach wieder in Freiburg.
Er heiratete 1894 in Karlsruhe die Industriellentochter Berta Pauline Neu und hatte sechs Kinder, vier Töchter und zwei Söhne. Sein Schwiegersohn Reinhold Strassmann wurde 1944 im KZ Auschwitz ermordet.
Albert war einer der herausragenden badischen Lokalhistoriker seiner Zeit. Von der badischen Regierung wurde ihm der Professorentitel verliehen. Seit 1952 war Ehrenbürger von Steinbach Sowohl in seinem Geburtsort Steinbach als auch in Buchen sind Straßen nach ihm benannt. Seine wissenschaftliche Bibliothek verkaufte er an die Stadt Buchen, die damit den Grundstock der regionalgeschichtlichen Bibliothek Zwischen Neckar und Main bildete.

## Schriften (Auswahl)
- Matthias Döring, ein deutscher Minorit des 15. Jahrhunderts. Süddeutsche Verlagsbuchhandlung. D. Ochs, Stuttgart 1892 (= Dissertation).
- Geschichte der Stadt Radolfzell am Bodensee. Radolfzell 1896.
- Steinbach bei Mudau, Geschichte eines fränkischen Dorfes. 1899.
- Urkunden und Regesten zur Geschichte des Freiburger Münsters. In: Freiburger Münsterblätter 3, 1907–10, 1914.
- mit Max Wingenroth: Freiburger Bürgerhäuser aus vier Jahrhunderten. Filser, Augsburg 1923.
- Freiburg im Urteil der Jahrhunderte. Herder, Freiburg 1924.